# Peter Pechhacker
Peter Pechhacker (ur. 2 maja 1970) – austriacki snowboardzista. Jego najlepszym wynikiem na mistrzostwach świata jest 6. miejsce w gigancie na mistrzostwach świata w San Candido. Nie startował na igrzyskach olimpijskich. Najlepsze wyniki w Pucharze Świata osiągnął w sezonie 1996/1997, kiedy to zajął 2. miejsce w klasyfikacji generalnej, a w klasyfikacji giganta był pierwszy.
W 1999 r. zakończył karierę.

## Sukcesy

### Mistrzostwa świata
| Miejsce | Dzień       | Rok  | Miejscowość   | Konkurencja       | Zwycięzca           |
| ------- | ----------- | ---- | ------------- | ----------------- | ------------------- |
| 6.      | 22 stycznia | 1997 | San Candido   | Gigant            | Thomas Prugger      |
| 9.      | 23 stycznia | 1997 | San Candido   | Slalom            | Bernd Kroschewski   |
| 26.     | 25 stycznia | 1997 | San Candido   | Slalom równoległy | Mike Jacoby         |
| 16.     | 14 stycznia | 1999 | Berchtesgaden | Gigant równoległy | Richard Richardsson |

### Puchar Świata

#### Miejsca w klasyfikacji generalnej
- 1994/1995 - -
- 1995/1996 - 5.
- 1996/1997 - 2.
- 1997/1998 - 18.
- 1998/1999 - 51.

#### Miejsca na podium
1. Pitztal – 5 grudnia 1994 (gigant) - 1. miejsce
2. Les Deux Alpes – 13 stycznia 1995 (gigant) - 2. miejsce
3. Bad Hindelang – 29 stycznia 1995 (gigant) - 2. miejsce
4. Breckenridge – 14 lutego 1995 (gigant) - 2. miejsce
5. Zell am See – 22 listopada 1995 (gigant) - 2. miejsce
6. Zell am See – 21 listopada 1995 (gigant) - 1. miejsce
7. Altenmarkt – 2 grudnia 1995 (slalom) - 3. miejsce
8. La Bresse – 12 stycznia 1996 (gigant) - 1. miejsce
9. Alpine Meadows – 10 marca 1996 (gigant) - 1. miejsce
10. Tignes – 29 listopada 1996 (gigant) - 3. miejsce
11. Whistler – 13 grudnia 1996 (gigant) - 2. miejsce
12. Lenggries – 11 stycznia 1997 (gigant) - 1. miejsce
13. Mount Bachelor – 7 lutego 1997 (gigant) - 1. miejsce
14. Yakebitaiyama – 14 lutego 1997 (gigant) - 2. miejsce
15. Olang – 28 lutego 1997 (gigant) - 3. miejsce
16. Morzine – 14 marca 1997 (gigant) - 2. miejsce
17. San Candido – 18 stycznia 1998 (gigant) - 2. miejsce
18. Les Gets – 6 marca 1998 (gigant równoległy) - 2. miejsce

- W sumie 6 zwycięstw, 9 drugich i 3 trzecie miejsca.